# Tanauan (Leyte)
Tanauan es un municipio filipino de segunda clase, perteneciente a la provincia de Leyte, en las Bisayas Orientales.

## Historia
Hacia el año 1865, el lugar, ya por entonces perteneciente a la provincia de Leyte, tenía contabilizada una población de 12 953 habitantes. Aparece descrito en el Estado geográfico, topográfico, estadístico, histórico-religioso, de la santa y apostólica provincia de S. Gregorio Magno (1865) de Félix de Huerta con las siguientes palabras:

TANAUAN. Los PP. de la sagrada Compañía de Jesus fundaron este pueblo, quienes el año de 1768 entregaron su administracion á los RR. PP. Agustinos, y estos nos la cedieron en 1843, aunque no se tomó posesion hasta el de 1846. Estuvo servido interinamente por el R. P. Fr. Sulustiano Bus, y á principios de 1847 tomó posesion su primer cura franciscano, que lo fué el R. P. Fr. Francisco de Páula Marquez. Está enclavado en los 11° 7' 16" latitud, en una gran llanura sobre la costa E. de la isla, y casi circuido del rio Nalivatan. Confina por N. con el pueblo de Palo, á dos leguas; por S. con el de Tolosa, á una legua y por O. con el de Dagami, como á tres leguas. El clima es cálido y húmedo, pero no es malsano por hallarse muy bien ventilado. Las enfermedades mas frecuentes son tisis, reumas y una lepra no difícil de curar, pero que abandonada suele degenerar en elefanteasis. Se surten de agua de pozos, cuya calidad varia segun el terreno, pues generalmente en la puerta de cada casa hay un pozo, los que son muy útiles en casos de incendio. Se comunica con los pueblos limítrofes por medio de buenas calzadas, abiertas todas por los años de 1847 á 1851. En la que dirige al pueblo de Palo hay un puente de unos 75 piés de largo, el cual se halla sobre el rio Nalivatan. Otro hay sobre el rio Binaan de 105 piés de largo, y otro sobre un arroyo, de largor de 24 piés. En la calzada que dirige á Tolosa existe otro puente sobre el rio Buquid, de 120 piés de largo. Dichos puentes son todos de maderas, y ademas hay una multitud de alcantarillas en el camino que dirige á Dagami. El correo se recibe de la cabecera en dias indeterminados. [...] tanto [el convento] como la Iglesia se hallan rodeados de una muralla de piedra, de un regular espesor, con un baluarte en cada uno de sus cuatro ángulos, cuya muralla se construyó para defensa de los moros, aunque hoy se halla bastante deteriorada. Fuera de la poblacion, al O., se halla el cementerio, cuya cerca de piedra tiene 13 piés de alto, y frente á la puerta existe una capilla de mampostería con la advocacion de San Miguel Arcangel, la cual tiene 72 piés de largo por 36 de ancho. Hay un tribunal de tabla y una escuela de primera enseñanza, con dos maestros dotados por las cajas de Comunidad, con otra de niñas pagada por los arbitrios del pueblo y de la caridad de su devoto cura párroco. Los edificios para dichas escuelas son de tabla, situados á los lados de la casa-tribunal, de suerte que, con el frontis de la Iglesia, forman una hermosa plaza con varias calles de árboles. El casco del pueblo solo tiene nueve casas de tabla y 450 de nipa, hallándose las restantes esparcidas por las sementeras. El pueblo se halla administrado actualmente por el R. P. Fr. Francisco de Páula Marquez, Predicador, de 49 años de edad. El término de este pueblo se estiende de N. á S. como dos leguas y lo mismo de E. á O. Comprende varios montes, en los que se hallan buenas maderas, pero la mayor parte son llanuras, con escelentes pastos y mucha caza de bolatería. Dicho término se halla bañado por cuatro rios, de los cuales el llamado Binahaan trae su origen del monte mas elevado de la isla, denominado Amandiuing, que baña primero el pueblo de Dagami y corre á desaguar en la mar, siendo navegable para embarcaciones de poco porte casi desde su nacimiento. Los otros tres llamados Limbujan, Buquit y Nalibatan, pudieran ser tambien navegables con pocos sacrificios, pues su mayor impedimento lo causan las malezas que tienen sus márgenes. Sus costas abundan de buen pescado, pero su puerto es muy peligroso y nada resguardado. El terreno cultivado, fertilizado por el riego de los cuatro rios arriba mencionados, produce mucho arroz, cocos, abacá, algun cacao, camote y palauán. Sus naturales se dedican á la agricultura, beneficio del abacá y aceite de coco, muchos otros al comercio, pues reune este pueblo casi todos los productos de Dagami y otros puntos, los cuales esportan despues para el mercado de Manila, retornando telas y espendiéndolas por menudo en el mecado que semanalmente celebra el mismo pueblo.
(Huerta, 1865, pp. 348-350)

En 2020, tenía censados 57 455 habitantes.

## Patrimonio
Hay en el municipio una iglesia de la Asunción de Nuestra Señora.